# Babeszjoza psów
Babeszjoza psów (łac. babesiosis canum) – choroba pasożytnicza psów powodowana przez protisty z rodzaju Babesia, rzędu Piroplasmida przenoszona przez kleszcze. Podstawowym czynnikiem etiologicznym babeszjozy u psów jest gatunek zbiorczy - Babesia canis, który jest reprezentowany przez trzy podgatunki — Babesia canis canis, Babesia canis rossi i Babesia canis vogeli. Choroba ta czasami też nosi nazwę piroplazmoza.

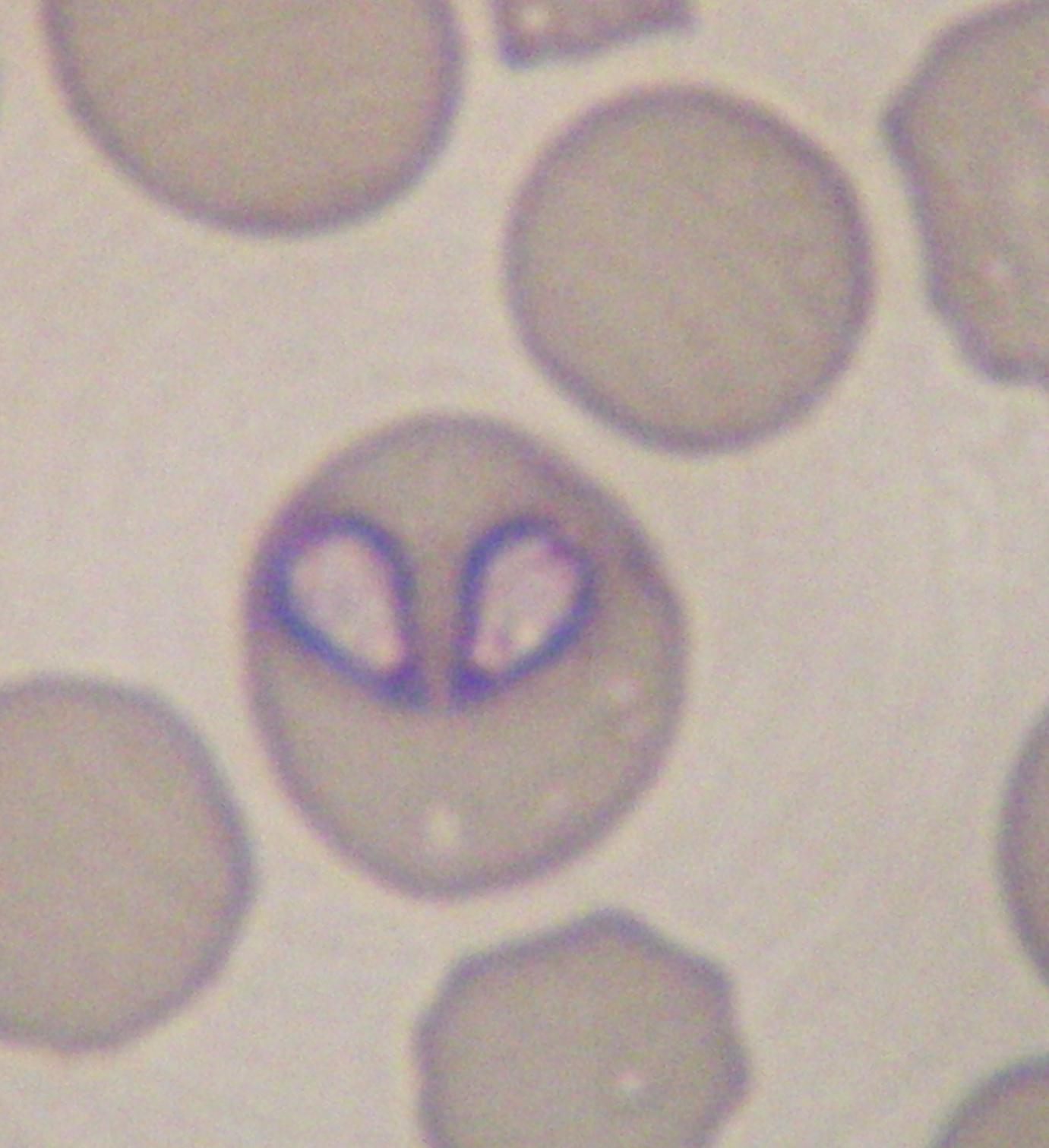
Erytrocyt psa z protistami Babesia

Babeszjoza psów jest chorobą występującą na całym świecie. W Europie stwierdzana od prawie 100 lat. Pierwszy przypadek w Polsce odnotowano i opisano na Lubelszczyźnie w 1966 roku.
Kleszcze przenoszące babeszjozę występują na znacznej części terytorium Polski, ze szczególnym uwzględnieniem regionów północnych, północno-wschodnich i wschodnich. Terenami o szczególnym zagrożeniu są lasy, łąki, parki i ogrody, zwłaszcza jeżeli są porośnięte wysoką trawą. Kleszcze wykazują z reguły wzmożoną aktywność sezonową: wczesną wiosną oraz latem i wczesną jesienią.

## Etiologia
Choroba wywoływana jest przez Babesia canis, Babesia gibsoni, Babesia conrade oraz  przez grupę Babesii określaną wspólnym mianem Babesia microti-like. W Polsce do 2011 roku stwierdzono jedynie zachorowania powodowane przez Babesia canis a dokładniej przez podgatunek Babesia canis canis

## Przyczyny choroby
Kleszcz przyssany do zwierzęcia wprowadza do jego krwiobiegu chorobotwórcze pierwotniaki babeszjozy, które atakują erytrocyty (krwinki czerwone). Pierwotniaki Babesia canis przenikają do wnętrza zaatakowanej komórki, gdzie ma miejsce ich gwałtowne rozmnażanie. W efekcie dochodzi do rozerwania krwinki i pasożyt atakuje kolejne erytrocyty. W wyniku tego procesu dochodzi do reakcji łańcuchowej, która prowadzi do zniszczenia znacznej części krwinek czerwonych i tym samym do anemii. Dochodzi do znacznego uszkodzenia narządów wewnętrznych, w szczególności nerek i wątroby. Dodatkowo mogą wystąpić silne zaburzenia pracy układu krążenia, a także żółtaczka. Nieleczona babeszjoza najczęściej prowadzi do śmierci zwierzęcia.

## Objawy choroby
Do objawów choroby, które mogą się pojawić w czasie od kilku dni do nawet kilku tygodni, należą:
1. apatyczność – zwierzę staje się osowiałe, nie cieszy się np. ze spacerów i innych rzeczy, które dotychczas sprawiały mu radość,
2. brak apetytu – zwierzę nie chce jeść ani pić (jeśli występuje gorączka zwierzę będzie pić dużo płynów),
3. powiększenie węzłów chłonnych,
4. wysoka gorączka, dochodząca do 40–41 °C,
5. wymioty, biegunka (często z domieszką krwi), gazy,
6. zażółcenie lub bladość błon śluzowych jamy ustnej,
7. problemy z oddawaniem moczu, oddawanie moczu o brązowym zabarwieniu (krwiomocz),
8. niewydolność oddechowa i krążeniowa, zaburzenia ze strony układu nerwowego.

## Leczenie
Babeszjoza jest chorobą o bardzo gwałtownym przebiegu, zatem w przypadku stwierdzenia objawów konieczna jest natychmiastowa konsultacja z doświadczonym lekarzem weterynarii, który wdroży:
- leczenie przyczynowe, mające na celu wyeliminowanie pierwotniaka Babesia canis z krwinek zwierzęcia za pomocą leku pierwotniakobójczego – Imizolu (stosowane są również Fatrybanil, Carbesia – leki te jednak nie posiadają rejestracji w Polsce),
- leczenie objawowe: 
  - płynoterapia (ew. łączona z podawaniem diuretyków),
  - podawanie preparatów odżywczych i witaminowych,
  - leczenie przeciwbólowe i przeciwzapalne za pomocą niesterydowych leków przeciwzapalnych,
  - hamowanie ewentualnych wymiotów,
  - antybiotykoterapia (Babeszjozie często towarzyszą nadkażenia bakteryjne),
  - w przypadku utraty dużej ilości czerwonych krwinek – podawanie krwi pełnej.

## Zapobieganie
Na rynku polskim dostępne są preparaty w postaci kropli do nanoszenia na skórę (tzw. środki spot on), tabletek, sprayu oraz obroży, np. Advantix, Fiprex, Frontline, Hilton, Kiltix, Preventic.  
Dostępne na rynku tabletki zawierają substancje czynne, takie jak: afoksolaner, fluralaner, sarolaner i lotilaner, które doprowadzają stopniowo do paraliżu, a następnie powodują śmierć kleszczy.  
Krople przeciwko kleszczom zawierają: fipronil, permetrynę, amitrazę, fluralaner lub połączenia tych substancji. Po zakropieniu skóry psa preparat zaczyna stopniowo przenikać do warstwy tłuszczowej pokrywającej skórę zwierzęcia, a następnie rozprowadza się po całym ciele. Substancje te powodują zmiany w układzie nerwowym kleszcza, które ostatecznie doprowadzają do jego śmierci. 
Obroże przeciw kleszczom zawierają z kolei insektycydy takie jak: imidaklopryd, flumetryna lub deltametryna. Wykazują one działalność do 6 miesięcy. Obroże powinny mieć bezpośrednią styczność ze skórą psa i mogą być nieskuteczne u przedstawicieli psów ras długowłosych. 
We Francji i Szwajcarii jest zarejestrowana szczepionka o nazwie Pirodog (producent: firma Merial). 
W Polsce od 2011 dostępna szczepionka Nobivac Piro, jednak jej skuteczność nie jest do końca potwierdzona.